# Aquila Italiana
Aquila Italiana è stata una casa automobilistica torinese, in attività da 1905 al 1917.

## Storia

### Il prototipo Cappa
Nella Torino del 1905, il giovane ingegnere Giulio Cesare Cappa, fresco di laurea, aveva approntato un piccolo laboratorio per la riparazione e la costruzione di motori a scoppio. Ciò rese possibile l'incontro con il marchese Giulio Pallavicino di Priola, figlio del senatore Emilio Pallavicino, che l'anno precedente aveva avviato un'azienda per la commercializzazione in esclusiva di vetture prodotte dall'inglese Napier, oltre che socio cofondatore della Itala.
Valutati gli interessanti progetti del giovane ingegnere, Pallavicino si propone di finanziare la costruzione di un nuovo motore, che verrà realizzato a tempo di record e montato su uno chassis prodotto dalla "Cornilleau e Saint-Beuve" di Parigi.
La nuova vettura viene presentata al Salone dell'automobile di Torino nel febbraio 1906 ed ottiene lusinghieri apprezzamenti dalla stampa specializzata per le numerose soluzioni tecniche d'avanguardia che riguardano il basamento motore in monoblocco, la copertura dei meccanismi di distribuzione, il comando d'avviamento mediante pedale frizione nell'abitacolo, al posto della scomoda manovella, l'adozione di cuscinetti a sfera in sostituzione delle bronzine a superfici d'attrito. La grande innovazione, però, è rappresentata dai nuovi pistoni in lega leggera, geniale intuizione dell'ing. Cappa, destinata a stravolgere la produzione mondiale dei motori a scoppio.

### La fondazione

Aquila Italiana tipo 25/30 HP del 1912, oggi custodita al Museo dell'Automobile di Torino

Visto il successo, Pallavicino propone a Cappa di trasformare il laboratorio di riparazioni in un'azienda per la produzione di automobili, così fondando ufficialmente la "Società Anonima Aquila", subito ribattezzata come "Società Anonima Aquila Italiana, Fabbrica Italiana di Automobili G.Pallavicino di Priola e ing. G.Cappa", a causa delle vibrate rimostranze dell'affermata casa tedesca "Adler" (in lingua tedesca, aquila) che temeva confusione sul mercato internazionale. Alla neonata società, partecipava anche l'avvocato e musicista Gustavo Malvano, in qualità di sindaco societario.
Grazie alla fama ottenuta con quel prototipo ed alle sue buone conoscenze, Pallavicino procurò facilmente all'azienda cospicui finanziamenti dalla "Banca F.lli Marsaglia" per l'acquisizione del terreno, la costruzione dello stabilimento e l'acquisto dei macchinari necessari.
L'opificio venne realizzato nella nuova zona industriale della Vanchiglietta, in via Graglia, ora corso Belgio, secondo le più moderne tecniche costruttive dell'epoca. Si trattava di un modernissimo capannone dalla superficie coperta di circa 1.180 mq (15,40 x 76,50 m) con struttura in cemento armato e pavimento in calcestruzzo, dotato di ampie superfici aeroilluminanti alle pareti come alla copertura, quest'ultima caratterizzata da 10 enormi lucernari apribili.

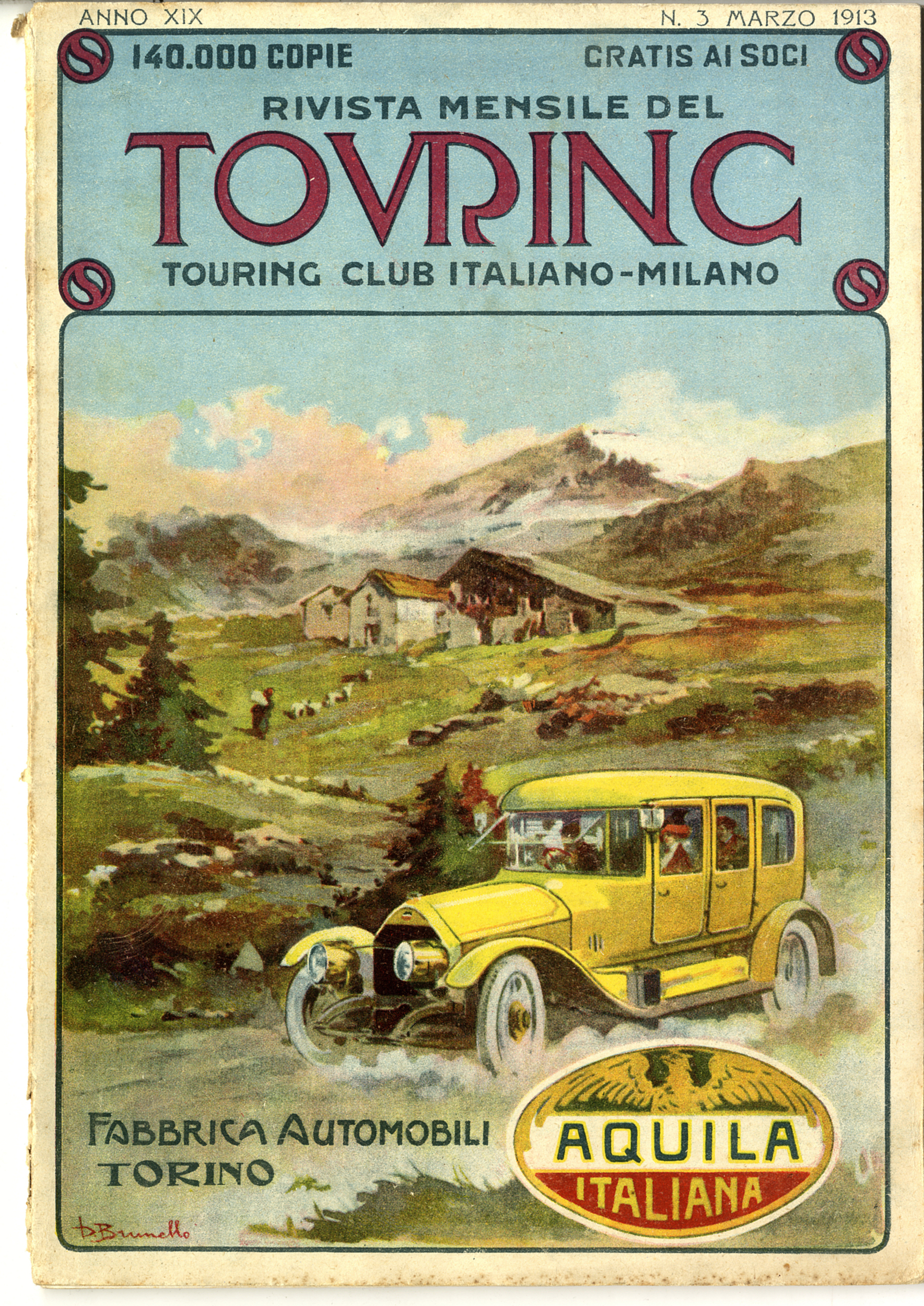
Pubblicità dell'Aquila Italiana sulla copertina della rivista del Touring Club Italiano del marzo 1913

Il programma steso da Pallavicino, che prevedeva la costruzione di 300 autovetture all'anno ed una gamma di prodotti con quattro diverse motorizzazioni, si rivelerà piuttosto ambizioso e costringerà l'azienda a chiedere nuovi apporti di capitali. Inoltre, la grave crisi finanziaria e borsistica occorsa nei primi mesi del 1907, ebbe immediate ripercussioni sul settore automobilistico.
La notte tra il 31 agosto e il 1º settembre 1907, Pallavicino si reca a Milano con la sua automobile, accompagnato da Malvano, per incontrare alcuni facoltosi capitalisti, interessati ad entrare nella società. Ad un passaggio a livello nei pressi di Magenta, sulla linea Milano-Novara, la vettura venne travolta dal treno merci 5055 e nell'incidente perirono Pallavicino, Malvano e lo chauffeur.
Con questa tragedia si conclude la prima fase dell'Aquila Italiana che, rimasta senza direzione commerciale e senza finanziamenti, nei primi mesi del 1908 è costretta a licenziare le maestranze e depositare in tribunale i libri contabili.

### La gestione Marsaglia

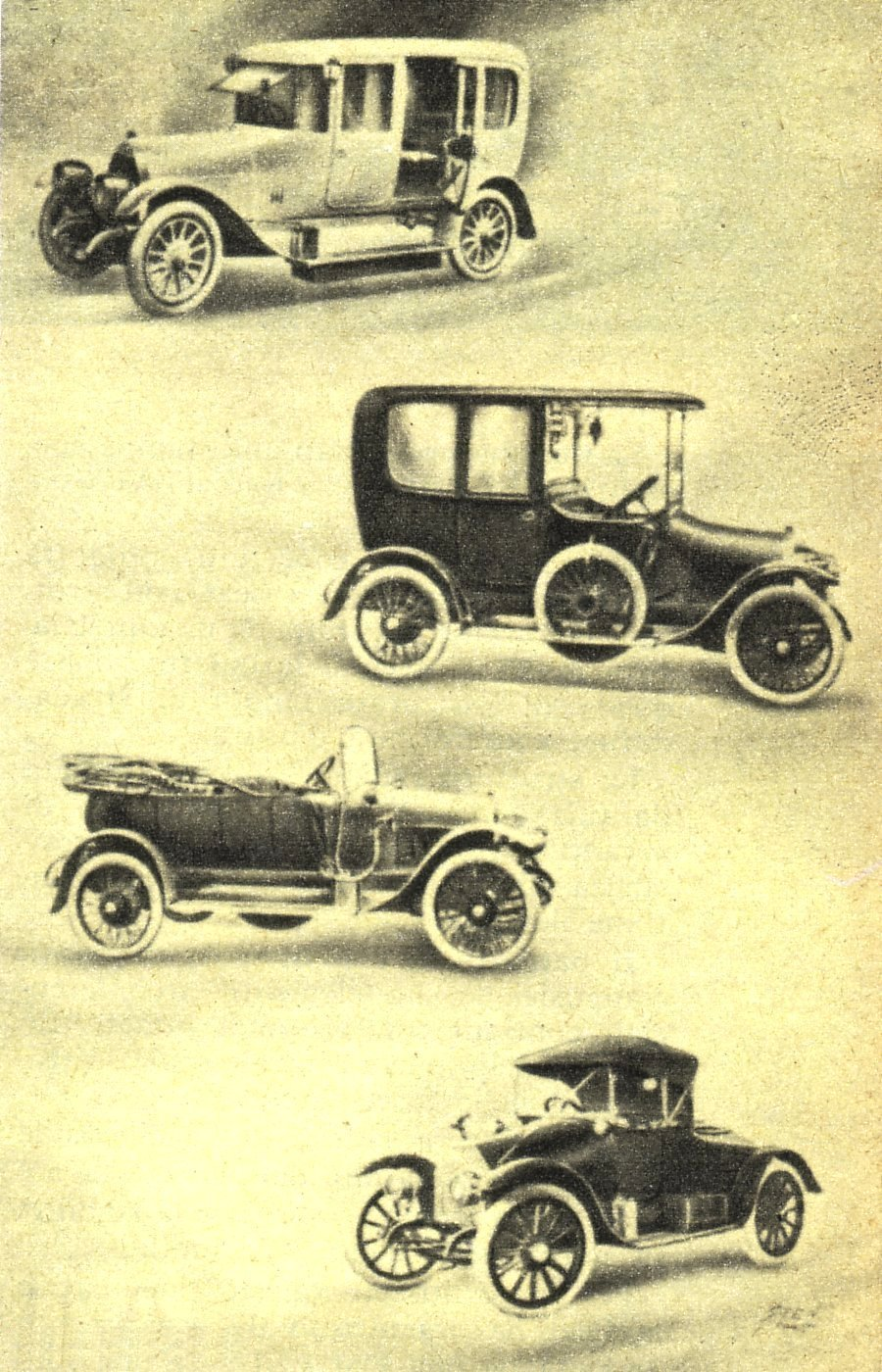
Raffigurazioni dei tipi di carrozzeria standard da una brochure del 1912

Dietro insistenza di Vincenzo Marsaglia, figlio del proprietario della banca creditrice e valente pilota d'automobili e aerei, l'azienda verrà acquisita dall'istituto di credito e, dal gennaio 1909, assumerà la denominazione "Anonima Aquila Italiana di L. Marsaglia", lasciando alla direzione tecnica il valente ing. Cappa.
Con l'avvento dei nuovi capitali le linee di produzione furono completate e l'azienda iniziò una vera produzione di serie.
Le idee innovative di Cappa, le numerose vittorie sportive di Vincenzo Marsaglia e l'oculata amministrazione, sovrintesa del padre Luigi, portarono l'Aquila Italiana a notevoli successi di vendite.
Il 1914 segna l'apice tecnologico, sportivo e produttivo dell'azienda, altresì registrando l'inizio del declino. Alcuni screzi che porteranno all'allontanamento dell'ing. Cappa (che verrà immediatamente assunto alla FIAT) e, inoltre, la decisione di non convertire lo stabilimento, almeno parzialmente, alla produzione bellica, si riveleranno fatali.
Il primo conflitto mondiale esplose nell'agosto 1914 e, nel periodo di neutralità italiana, le aziende nazionali vennero sommerse dalle commesse militari degli Stati europei già belligeranti e del Regio Esercito che si preparava ad intervenire, pur non sapendo ancora in quale schieramento.
Comprensibilmente la domanda dei beni di consumo non strettamente necessari, primi fra tutti le automobili, diminuì fino ad azzerarsi con l'entrata in guerra dell'Italia, nel maggio 1915.
Un tardivo esperimento di riconversione non portò i frutti sperati e, nel 1916, il controllo dell'azienda venne assunto dalla SPA, in grande espansione grazie alle forniture di autocarri militari, per essere definitivamente assorbita nel 1917.
Durante il periodo di attività, l'Aquila Italiana produsse circa 1.500 esemplari delle sue vetture, nei vari modelli e allestimenti.

## Produzione
| Modello        | 15/20 HP | 40/50 HP | 25/30 HP | K-12/15 HP | H4-20/30 HP | H6-35/50 |
| -------------- | -------- | -------- | -------- | ---------- | ----------- | -------- |
| Cilindrata cm³ | 2797     | 7432     | 3921     | 1847       | 2614        | 3921     |
| nr cilindri    | 4        | 4        | 6        | 4          | 4           | 6        |
| Alesaggio mm   | 90       | 130      | 80       | 70         | 80          | 80       |
| Corsa          | 110      | 140      | 130      | 120        | 130         | 130      |
| giri/min       | 1500     | 1200     | 3600     | 2000       | 1800        | 1800     |
| Valvole        | laterali | laterali | miste    | in testa   | in testa    | in testa |
| Accensione     | magnete  | magnete  | magnete  | magnete    | magnete     | magnete  |
| Cambio         | 4+ RM    | 4+ RM    | 4+ RM    | 4+ RM      | 4+ RM       | 4 + RM   |
| Trasmissione   | cardano  | cardano  | cardano  | cardano    | cardano     | cardano  |
| Passo mm       | 2500     | 2900     | 3055     | 2600       | 2850        | 3050     |
| Carreggiata mm | 1250     | 1400     | 1445     | 1300       | 1440        | 1440     |
| Produzione     | 1909-11  | 1909-11  | 1909-12  | 1913-17    | 1912-17     | 1913-17  |